# Teaser
Un teaser este un scurt trailer și o formă de publicitate care se concentrează pe un film, difuzarea la televizor sau jocuri video. Este un videoclip publicitar pentru un film, o emisiune de televiziune sau un joc video înainte de lansare. Teaserele sunt scurte și conțin foarte puțin material din conținutul anunțat care urmează să fie lansat.
Adesea, includ mesaje subtile, criptice, menite să trezească curiozitatea. Aceste metode sunt concepute pentru a stârni interesul și anticiparea publicului, precum și pentru a crește entuziasmul în jurul conținutului anunțat, înainte de lansarea trailerului complet. Durata unui teaser este, de obicei, de doar 20–30 de secunde, considerabil mai scurtă decât ghidul din 2014 al National Association of Theatre Owners, care stabilește două minute pentru trailerele standard. În general, un teaser este creat în timpul filmărilor și lansat înainte de finalizarea acestora.